# Sagliano Micca
Sagliano Micca je italská obec v provincii Biella v oblasti Piemont.
K 31. prosinci 2011 zde žilo 1 685 obyvatel.

## Sousední obce
Andorno Micca, Biella, Fontainemore, Gaby, Issime, Miagliano, Piedicavallo, Pralungo, Quittengo, Rosazza, San Paolo Cervo, Tavigliano, Tollegno, Veglio